# Тайсон Кидд
Теодо́р Дже́ймс Уи́лсон (англ. Theodore James Wilson), род. 11 июля 1980, Калгари, Альберта) — бывший канадский рестлер. В настоящее время работает в WWE в должности продюсера.
Последний выпускник «Подземелья Харта», Уилсон выступал на международном уровне в нескольких промоушенах, включая Stampede Wrestling с 1995 по 2007 год. До подписания контракта с WWE Уилсон выступал в Prairie Wrestling Alliance, New Japan Pro-Wrestling, All Star Wrestling и AWA Superstars of Wrestling.
В ноябре 2006 года Уилсон подписал контракт с World Wrestling Entertainment, где стал известен под именем Та́йсон Кидд. Тайсон Кидд, Дэвид Харт Смит и Наталья были известны как «Династия Хартов» (англ. The Hart Dynasty). Он закончил карьеру в 2017 году из-за травмы позвоночника.

## Личная жизнь
Уилсон ходил в школу вместе с Тедди Хартом, через которого подружился с Гэри Смитом. Эта дружба сблизила его с семьёй Хартов. Уилсон встречался с Натальей Нейдхарт с ноября 2001 года, а с 2003 года они живут вместе.
28 июня 2013 года состоялась свадьба Тайсона Кидда и Натальи, до этого встречавшихся более 10 лет. В одном из выпусков реалити-шоу от WWE Total Divas были показаны все детали подготовки этой свадьбы.

## Титулы и достижения
- AWA Pinnacle Wrestling
  - AWA Pinnacle Heavyweight Championship (1 раз)[1]
- Florida Championship Wrestling
  - FCW Florida Tag Team Championship (1 раз) — с Ди Эйч Смитом[7]
  - FCW Southern Heavyweight Championship (2 раза)[1]
- Great Canadian Wrestling
  - GCW National Championship (1 раз)[1]
- Prairie Wrestling Alliance
  - PWA Tag Team Championship (1 раз) — с Гарри Смитом[8]
  - PWA Heavyweight Championship (2 раза)[1]
- Pro Wrestling Illustrated
  - PWI ставит его под № 73 в списке 500 лучших рестлеров 2009 года[9]
  - PWI ставит его под № 111 в списке 500 лучших рестлеров 2013 года[10]
- Stampede Wrestling
  - Stampede British Commonwealth Mid-Heavyweight Championship (1 раз)[11][12]
  - Stampede International Tag Team Championship (2 раза) — с Брюсом Хартом (1) и Джагернаутом (1)[1][11]
  - Stampede North American Heavyweight Championship (1 раз)[1][11]
- World Wrestling Entertainment
  - Командный чемпион мира (1 раз, финальный) — с Дэвидом Харт Смитом[13]
  - Командный чемпион WWE (2 раза) — с Дэвидом Харт Смитом[14] (1 раз) и Сезаро (1 раз)